# چارلز کی آگدن
چارلز کِی آگْدِن (به انگلیسی: Charles Kay Ogden) (زادهٔ ۱ ژوئن ۱۸۸۹ – درگذشتهٔ در ۲۱ مارس ۱۹۵۷) زبان‌شناس، نشانه‌شناس، فیلسوف، و نویسندهٔ بریتانیایی بود. معمولاً از او به‌عنوان روان‌شناس زبان یاد می‌شود، و اکنون بیشتر به‌عنوان ابداع‌کننده و مروج زبان انگلیسی پایه معروف است.
انگلیسی پایهٔ آگدن یک زبان کنترل‌شده برپایهٔ زبان انگلیسی است که توسط وی به‌عنوان یک زبان کمکیِ بین‌المللی ایجاد شد، و در کمک به آموزش زبان انگلیسی به‌عنوان زبان دوم مطرح شده‌است. انگلیسی پایه در اصل، یک زیرمجموعهٔ ساده از زبان انگلیسی رایج است.